# Langues aru
Les langues aru sont des langues austronésiennes et constituent un des sous-groupes présumés des langues malayo-polynésiennes.
Elles sont parlées en Indonésie, dans les Moluques. 

## Place parmi les langues malayo-polynésiennes
Les langues aru sont un sous-groupe du malayo-polynésien central. L'existence de ce dernier repose sur une proposition de Blust (1993). Pour lui c'est un des deux sous-groupes du malayo-polynésien central-oriental.

## Liste des langues
Les langues aru sont : 
- barakai
- batuley
- dobel
- karey
- koba
- kola
- kompane
- lola
- lorang
- manombai
- mariri
- tarangan occidental
- tarangan oriental
- ujir

## Sources
- (en) Adelaar, Alexander, The Austronesian Languages of Asia and Madagascar: A Historical Perspective, The Austronesian Languages of Asia and Madagascar, pp. 1-42, Routledge Language Family Series, Londres: Routledge, 2005,  (ISBN 0-7007-1286-0)